# Chlorochaeta decussata
Chlorochaeta decussata là một loài bướm đêm trong họ Geometridae.